# Fillmore (Utah)
Fillmore is een plaats (city) in de Amerikaanse staat Utah, en valt bestuurlijk gezien onder Millard County.

## Demografie
Bij de volkstelling in 2000 werd het aantal inwoners vastgesteld op 2253.
In 2006 is het aantal inwoners door het United States Census Bureau geschat op 2204, een daling van 49 (-2,2%).

## Geografie
Volgens het United States Census Bureau beslaat de plaats een oppervlakte van
14,9 km², geheel bestaande uit land. Fillmore ligt op ongeveer 1565 m boven zeeniveau.

## Plaatsen in de nabije omgeving
De onderstaande figuur toont nabijgelegen plaatsen in een straal van 36 km rond Fillmore.